# Championnat d'Europe de football espoirs 2015
Navigation
Euro espoirs 2013 Euro espoirs 2017
La 20e édition du Championnat d'Europe de football espoirs s'est déroulée en Tchéquie en juin 2015. 
La Tchéquie fut désignée hôte de la compétition par le comité de l'UEFA le 20 mars 2012, à Istanbul en Turquie et était qualifiée d'office pour la phase finale.
Ce Championnat d'Europe 2015 faisait également office de qualification olympique : les quatre premiers du tournoi qualifiés pour les Jeux olympiques d'été de 2016 à Rio de Janeiro.

## Éliminatoires
Les 52 équipes sont réparties en dix groupes disputés selon une formule championnat en matchs aller-retour. Les éliminatoires débutent le 22 mars 2013 et se terminent le 9 septembre 2014. Les dix vainqueurs de groupes ainsi que les quatre meilleurs deuxièmes jouent des barrages en matchs aller-retour. Les vainqueurs de ces rencontres de barrage sont qualifiés pour la phase de groupe de du championnat d'Europe espoirs 2015.

## Arbitres
| Pays     | Arbitre                  | Assistants                                    | Assistants additionnels                         |
| -------- | ------------------------ | --------------------------------------------- | ----------------------------------------------- |
| France   | Clément Turpin           | Frédéric Cano Nicolas Danos                   | Fredy Fautrel Nicolas Rainville                 |
| Grèce    | Anastasios Sidiropoulos  | Damianos Efthymiadis Polychronis Kostaras     | Michael Koukoulakis Stavros Tritsonis           |
| Pays-Bas | Danny Makkelie           | Mario Diks Hessel Steegstra                   | Kevin Blom Jochem Kamphuis                      |
| Pologne  | Szymon Marciniak         | Paweł Sokolnicki Tomasz Listkiewicz           | Paweł Raczkowski Tomasz Musiał                  |
| Russie   | Sergei Karasev           | Anton Averyanov Tikhon Kalugin                | Sergey Lapochkin Sergei Ivanov                  |
| Espagne  | Javier Estrada Fernández | Miguel Martínez Munuera Teodoro Sobrino Magán | Alejandro Hernández Hernández Jesús Gil Manzano |

| Pays     | 4e arbitres              |
| -------- | ------------------------ |
| Tchéquie | Jan Paták Ondrej Pelikan |

## Phase de groupes

### Groupe A
| Rang | Équipe    | Pts | J | G | N | P | Bp | Bc | Diff |
| ---- | --------- | --- | - | - | - | - | -- | -- | ---- |
| 1    | Danemark  | 6   | 3 | 2 | 0 | 1 | 4  | 4  | 0    |
| 2    | Allemagne | 5   | 3 | 1 | 2 | 0 | 5  | 2  | +3   |
| 3    | Tchéquie  | 4   | 3 | 1 | 1 | 1 | 6  | 3  | +3   |
| 4    | Serbie    | 1   | 3 | 0 | 1 | 2 | 1  | 7  | -6   |

1re journée
| 17 juin 2015 | Tchéquie      | 1 - 2 | Danemark                    | Stade Eden, Prague                                |                                                   |
| 18 h         | Kadeřábek 35e |       | Vestergaard 56e · Sisto 84e | Spectateurs : 15 897 Arbitrage : Szymon Marciniak | Spectateurs : 15 897 Arbitrage : Szymon Marciniak |
| 18 h         | Rapport       |       |                             | Spectateurs : 15 897 Arbitrage : Szymon Marciniak | Spectateurs : 15 897 Arbitrage : Szymon Marciniak |

| 17 juin 2015 | Allemagne | 1 - 1 | Serbie     | Stade Letná, Prague                                      |                                                          |
| 20 h 45      | Can 17e   |       | Đuričić 8e | Spectateurs : 5 490 Arbitrage : Xavier Estrada Fernández | Spectateurs : 5 490 Arbitrage : Xavier Estrada Fernández |
| 20 h 45      | Rapport   |       |            | Spectateurs : 5 490 Arbitrage : Xavier Estrada Fernández | Spectateurs : 5 490 Arbitrage : Xavier Estrada Fernández |

2e journée
| 20 juin 2015 | Serbie  | 0 - 4 | Tchéquie                        | Stade Letná, Prague                             |                                                 |
| 18 h         |         |       | Kliment 7e 21e 56e · Frýdek 59e | Spectateurs : 16 253 Arbitrage : Clément Turpin | Spectateurs : 16 253 Arbitrage : Clément Turpin |
| 18 h         | Rapport |       |                                 | Spectateurs : 16 253 Arbitrage : Clément Turpin | Spectateurs : 16 253 Arbitrage : Clément Turpin |

| 20 juin 2015 | Allemagne                    | 3 - 0 | Danemark | Stade Eden, Prague                              |                                                 |
| 20 h 45      | Volland 32e 48e · Ginter 53e |       |          | Spectateurs : 13 268 Arbitrage : Sergei Karasev | Spectateurs : 13 268 Arbitrage : Sergei Karasev |
| 20 h 45      | Rapport                      |       |          | Spectateurs : 13 268 Arbitrage : Sergei Karasev | Spectateurs : 13 268 Arbitrage : Sergei Karasev |

3e journée
| 23 juin 2015 | Tchéquie   | 1 - 1 | Allemagne  | Stade Eden, Prague                              |                                                 |
| 20 h 45      | Krejčí 66e |       | Schulz 55e | Spectateurs : 18 068 Arbitrage : Danny Makkelie | Spectateurs : 18 068 Arbitrage : Danny Makkelie |
| 20 h 45      | Rapport    |       |            | Spectateurs : 18 068 Arbitrage : Danny Makkelie | Spectateurs : 18 068 Arbitrage : Danny Makkelie |

| 23 juin 2015 | Danemark               | 2 - 0 | Serbie | Stade Letná, Prague                                     |                                                         |
| 20 h 45      | Falk 21e · Fischer 47e |       |        | Spectateurs : 4 297 Arbitrage : Anastasios Sidiropoulos | Spectateurs : 4 297 Arbitrage : Anastasios Sidiropoulos |
| 20 h 45      | Rappor                 |       |        | Spectateurs : 4 297 Arbitrage : Anastasios Sidiropoulos | Spectateurs : 4 297 Arbitrage : Anastasios Sidiropoulos |

### Groupe B
| Rang | Équipe     | Pts | J | G | N | P | Bp | Bc | Diff |
| ---- | ---------- | --- | - | - | - | - | -- | -- | ---- |
| 1    | Portugal   | 5   | 3 | 1 | 2 | 0 | 2  | 1  | +1   |
| 2    | Suède      | 4   | 3 | 1 | 1 | 1 | 3  | 3  | 0    |
| 3    | Italie     | 4   | 3 | 1 | 1 | 1 | 4  | 3  | +1   |
| 4    | Angleterre | 3   | 3 | 1 | 0 | 2 | 2  | 4  | -2   |

1re journée
| 18 juin 2015 | Italie             | 1 - 2 | Suède                                  | Stade Andrův, Olomouc                                   |                                                         |
| 18 h         | Berardi 29e (pen.) |       | Guidetti 56e · Kiese Thelin 86e (pen.) | Spectateurs : 6 719 Arbitrage : Anastasios Sidiropoulos | Spectateurs : 6 719 Arbitrage : Anastasios Sidiropoulos |
| 18 h         | Rapport            |       |                                        | Spectateurs : 6 719 Arbitrage : Anastasios Sidiropoulos | Spectateurs : 6 719 Arbitrage : Anastasios Sidiropoulos |

| 18 juin 2015 | Angleterre | 0 - 1 | Portugal       | Stade Městský Fotbalový, Uherské Hradiště      |                                                |
| 20 h 45      |            |       | João Mário 57e | Spectateurs : 7 167 Arbitrage : Danny Makkelie | Spectateurs : 7 167 Arbitrage : Danny Makkelie |
| 20 h 45      | Rapport    |       |                | Spectateurs : 7 167 Arbitrage : Danny Makkelie | Spectateurs : 7 167 Arbitrage : Danny Makkelie |

2e journée
| 21 juin 2015 | Suède   | 0 - 1 | Angleterre  | Stade Andrův, Olomouc                                     |                                                           |
| 18 h         |         |       | Lingard 85e | Spectateurs : 11 257 Arbitrage : Xavier Estrada Fernández | Spectateurs : 11 257 Arbitrage : Xavier Estrada Fernández |
| 18 h         | Rapport |       |             | Spectateurs : 11 257 Arbitrage : Xavier Estrada Fernández | Spectateurs : 11 257 Arbitrage : Xavier Estrada Fernández |

| 21 juin 2015 | Italie  | 0 - 0 | Portugal | Stade Městský Fotbalový, Uherské Hradiště        |                                                  |
| 20 h 45      |         |       |          | Spectateurs : 7 085 Arbitrage : Szymon Marciniak | Spectateurs : 7 085 Arbitrage : Szymon Marciniak |
| 20 h 45      | Rapport |       |          | Spectateurs : 7 085 Arbitrage : Szymon Marciniak | Spectateurs : 7 085 Arbitrage : Szymon Marciniak |

3e journée
| 24 juin 2015 | Angleterre    | 1 - 3 | Italie                        | Stade Andrův, Olomouc                           |                                                 |
| 20 h 45      | Redmond 90+3e |       | Belotti 25e · Benassi 27e 72e | Spectateurs : 11 563 Arbitrage : Sergei Karasev | Spectateurs : 11 563 Arbitrage : Sergei Karasev |
| 20 h 45      | Rapport       |       |                               | Spectateurs : 11 563 Arbitrage : Sergei Karasev | Spectateurs : 11 563 Arbitrage : Sergei Karasev |

| 24 juin 2015 | Portugal      | 1 - 1 | Suède        | Stade Městský Fotbalový, Uherské Hradiště      |                                                |
| 20 h 45      | Paciência 82e |       | Tibbling 89e | Spectateurs : 7 263 Arbitrage : Clément Turpin | Spectateurs : 7 263 Arbitrage : Clément Turpin |
| 20 h 45      | Rapport       |       |              | Spectateurs : 7 263 Arbitrage : Clément Turpin | Spectateurs : 7 263 Arbitrage : Clément Turpin |

## Tableau final
|  | Demi-finales          | Demi-finales          | Demi-finales          | Demi-finales          |          |          | Finale               | Finale               | Finale               | Finale               |
|  |                       |                       |                       |                       |          |          |                      |                      |                      |                      |
|  | 27 juin 2015, Olomouc | 27 juin 2015, Olomouc | 27 juin 2015, Olomouc | 27 juin 2015, Olomouc |          |          | 30 juin 2015, Prague | 30 juin 2015, Prague | 30 juin 2015, Prague | 30 juin 2015, Prague |
|  | Portugal              | Portugal              | 5                     | 5                     |          |          | 30 juin 2015, Prague | 30 juin 2015, Prague | 30 juin 2015, Prague | 30 juin 2015, Prague |
|  | Portugal              | Portugal              | 5                     | 5                     |          |          | 30 juin 2015, Prague | 30 juin 2015, Prague | 30 juin 2015, Prague | 30 juin 2015, Prague |
|  | Allemagne             | Allemagne             | 0                     | 0                     |          |          | 30 juin 2015, Prague | 30 juin 2015, Prague | 30 juin 2015, Prague | 30 juin 2015, Prague |
|  | Allemagne             | Allemagne             | 0                     | 0                     | Portugal | Portugal | 0ap (3)              | 0ap (3)              |                      |                      |
|  | 27 juin 2015, Prague  |                       |                       |                       | Portugal | Portugal | 0ap (3)              | 0ap (3)              |                      |                      |
|  |                       |                       | Suède                 | Suède                 | 0 tab(4) | 0 tab(4) |                      |                      |                      |                      |
|  | Danemark              | Danemark              | Suède                 | Suède                 | 0 tab(4) | 0 tab(4) | 1                    | 1                    |                      |                      |
|  | Danemark              | Danemark              |                       |                       |          |          |                      | 1                    |                      |                      |
|  | Suède                 | Suède                 | 4                     | 4                     |          |          |                      |                      |                      |                      |
|  | Suède                 | Suède                 | 4                     | 4                     |          |          |                      |                      |                      |                      |

### Demi-finales
| Demi-finale 1     | Portugal                                                                  | 5 - 0 | Allemagne | Stade Andrův, Olomouc                                   |                                                         |
| 27 juin 2015 18 h | B. Silva 25e · Ricardo 33e · Cavaleiro 45+1e · João Mário 48e · Horta 71e |       |           | Spectateurs : 9 876 Arbitrage : Anastasios Sidiropoulos | Spectateurs : 9 876 Arbitrage : Anastasios Sidiropoulos |
| 27 juin 2015 18 h | Rapport                                                                   |       |           | Spectateurs : 9 876 Arbitrage : Anastasios Sidiropoulos | Spectateurs : 9 876 Arbitrage : Anastasios Sidiropoulos |

| Demi-finale 2 | Danemark | 1 - 4 | Suède                                                              | Stade Letná, Prague                            |                                                |
| 21 h          | Bech 63e |       | Guidetti 23e (pen.) · Tibbling 26e · Quaison 83e · Hiljemark 90+5e | Spectateurs : 9 834 Arbitrage : Sergei Karasev | Spectateurs : 9 834 Arbitrage : Sergei Karasev |
| 21 h          | Rapport  |       |                                                                    | Spectateurs : 9 834 Arbitrage : Sergei Karasev | Spectateurs : 9 834 Arbitrage : Sergei Karasev |

### Finale
| Finale             | Portugal                                                  | 0 - 0 a. p.       | Suède                                                 | Eden Aréna, Prague                                |                                                   |
| 30 juin 2015 20h45 |                                                           |                   | 109e Baffo · 112e Lindelöf                            | Spectateurs : 18 867 Arbitrage : Szymon Marciniak | Spectateurs : 18 867 Arbitrage : Szymon Marciniak |
| 30 juin 2015 20h45 | Rapport                                                   |                   |                                                       | Spectateurs : 18 867 Arbitrage : Szymon Marciniak | Spectateurs : 18 867 Arbitrage : Szymon Marciniak |
| 30 juin 2015 20h45 | Paciência · Tozé · Esgaio · João Mário · William Carvalho | Tirs au but 3 - 4 | Guidetti · Thelin · Augustinsson · Khalili · Lindelöf | Spectateurs : 18 867 Arbitrage : Szymon Marciniak | Spectateurs : 18 867 Arbitrage : Szymon Marciniak |

## Effectifs des équipes finalistes
| Vainqueurs | Finalistes |
| --- | --- |
| Suède · Patrik Carlgren · Victor Lindelöf · Alexander Milošević · Filip Helander · Ludwig Augustinsson · Oscar Lewicki · Oscar Hiljemark · Abdul Khalili · Branimir Hrgota · John Guidetti · Isaac Kiese Thelin · Jacob Rinne · Arbër Zeneli · Mikael Ishak · Kristoffer Olsson · Simon Tibbling · Joseph Baffo · Sebastian Holmén · Sam Larsson · Robin Quaison · Pa Konate · Simon Gustafson · Andreas Linde | Portugal · José Sá · Ricardo Esgaio · Tiago Ilori · Paulo Oliveira · Raphaël Guerreiro · William Carvalho · Rafa Silva · Sérgio Oliveira · Gonçalo Paciência · Bernardo Silva · Iuri Medeiros · Daniel Heuer Fernandes · João Cancelo · Tobias Figueiredo · Frederico Venâncio · Rúben Neves · Carlos Mané · Ivan Cavaleiro · Ricardo Horta · Tozé · Ricardo Pereira · Bruno Varela · João Mário |

## Récompenses

### Meilleur joueur et meilleur buteur
|                                                                               |                  |
| \| Pays \| Joueur \| \| ---- \| ---------------- \| \| \| William Carvalho \| |                  |
| Pays                                                                          | Joueur           |
|                                                                               | William Carvalho |

| Pays | Joueur           |
| ---- | ---------------- |
|      | William Carvalho |

|                                                                                          |             |      |
| \| Pays \| Joueur \| Buts \| \| ---- \| ----------- \| ---- \| \| \| Jan Kliment \| 3 \| |             |      |
| Pays                                                                                     | Joueur      | Buts |
|                                                                                          | Jan Kliment | 3    |

| Pays | Joueur      | Buts |
| ---- | ----------- | ---- |
|      | Jan Kliment | 3    |

### Équipe-type
| Gardiens | Défenseurs                                                          | Milieux                                                                     | Attaquants    |
| -------- | ------------------------------------------------------------------- | --------------------------------------------------------------------------- | ------------- |
| José Sá  | Victor Lindelöf Filip Helander Jannik Vestergaard Raphaël Guerreiro | William Carvalho Oscar Lewicki Nathan Redmond Bernardo Silva Ivan Cavaleiro | Kevin Volland |

## Qualification pour les Jeux Olympiques d'été 2016
Les quatre demi-finalistes du championnat d'Europe espoirs 2015 sont qualifiés pour le tournoi masculin de football aux Jeux olympiques d'été de 2016.
| Équipe    | Qualifications précédentes                           |
| --------- | ---------------------------------------------------- |
| Suède     | 1908, 1912, 1920, 1924, 1936, 1948, 1952, 1988, 1992 |
| Portugal  | 1928, 1996, 2004                                     |
| Allemagne | 1912, 1928, 1936, 1952, 1956, 1972, 1984, 1988       |
| Danemark  | 1908, 1912, 1920, 1948, 1952, 1960, 1972, 1992       |